# Atribacteriota
Atribacteriota o Atribacteria es un filo candidato de bacterias termófilas, que son comunes en sedimentos anóxicos ricos en metano. Previamente se conocía como filo candidato OP9 o JS1. Están distribuidos a nivel mundial y en algunos casos abundantes en los sedimentos marinos anaeróbicos, fuentes geotermales y depósitos de petróleo. Los análisis genéticos sugieren un metabolismo heterótrofo que da lugar a productos de fermentación tales como acetato, etanol y CO2. Estos productos a su vez pueden soportar a metanógenos dentro de la comunidad microbiana de sedimentos y explicar la ocurrencia frecuente de Atribacteriota en sedimentos anóxicos ricos en metano. Según la investigación, Atribacteriota muestra patrones de expresión génica que consisten en un metabolismo acetogénico fermentativo. Estas expresiones permiten que Atribacteriota pueda crear efectos catabólicos y anabólicos que son necesarios para generar la reproducción celular, incluso cuando los niveles de energía son limitados debido al agotamiento del oxígeno disuelto en las áreas de aguas marinas, aguas dulces o aguas subterráneas. Según análisis filogenéticos Atribacteriota parece estar relacionado con varios filos termófilos dentro de Thermotogati